# Lohr (Pfarrweisach)
Lohr ([loːɐ̯] ) ist ein Gemeindeteil der Gemeinde Pfarrweisach im unterfränkischen Landkreis Haßberge in Bayern.

## Geografie
Das Kirchdorf liegt im nordöstlichen Teil des Landkreises an der Baunach. Von Pfarrweisach ist es etwa zwei Kilometer entfernt. Eine Gemeindeverbindungsstraße führt von der Bundesstraße 279 im Osten über Lohr zur Bundesstraße 303 im Westen.

## Geschichte
Der Ort entstand wohl vor dem 9. Jahrhundert. Die erste Erwähnung war 1232 in der Teilungsurkunde des Würzburger Fürstbischofs Hermann, in der Ebern von der Pfarrei Pfarrweisach getrennt wurde und „Lare“ bei der Mutterkirche verblieb. Im Jahre 1376 erhielt Heinz Fuchs von Breitbach ein Gut zu „Lare“, das im Jahr 1400 Eberhard Fuchs besaß. Dieser Hof gehörte immer den Fuchs zu Burgpreppach, alle übrigen Güter dem Hochstift Würzburg. 1587 führte eine bischöfliche Kommission unter anderem in Lohr erfolgreich die Gegenreformation durch.
1862 wurde die Ruralgemeinde Lohr, bestehend aus dem Kirchdorf Lohr und dem Dorf Römmelsdorf, in das neu geschaffene bayerische Bezirksamt Ebern eingegliedert. Die 693,32 Hektar große Gemeinde hatte im Jahr 1871 211 Einwohner, von denen 162 katholisch waren, und 45 Wohngebäude. Die 163 Einwohner des Kirchdorfs gehörten zum Sprengel der 3 Kilometer entfernten katholischen Pfarrei Pfarrweisach. Die katholische Bekenntnisschule befand sich im Ort. 1900 zählte die Lohr 153 Einwohner und 30 Wohngebäude. Der Ort gehörte zum Sprengel der evangelischen Pfarrei im 4 Kilometer entfernten Burgpreppach. 1925 lebten in Lohr 139 Personen, die mehrheitlich katholisch waren, in 25 Wohngebäuden.
1950 hatte Lohr 190 Einwohner und 28 Wohngebäude. Im Jahr 1961 zählte der Ort 160 Einwohner und 30 Wohngebäude. 1970 waren es 150 und 1987 113 Einwohner sowie 29 Wohngebäude mit 32 Wohnungen.
Am 1. Juli 1972 wurde im Rahmen der Gebietsreform in Bayern der Landkreis Ebern aufgelöst und Lohr kam zum Haßberg-Kreis. Am 1. Mai 1978 folgte die Eingliederung in die Gemeinde Pfarrweisach.

## Baudenkmäler

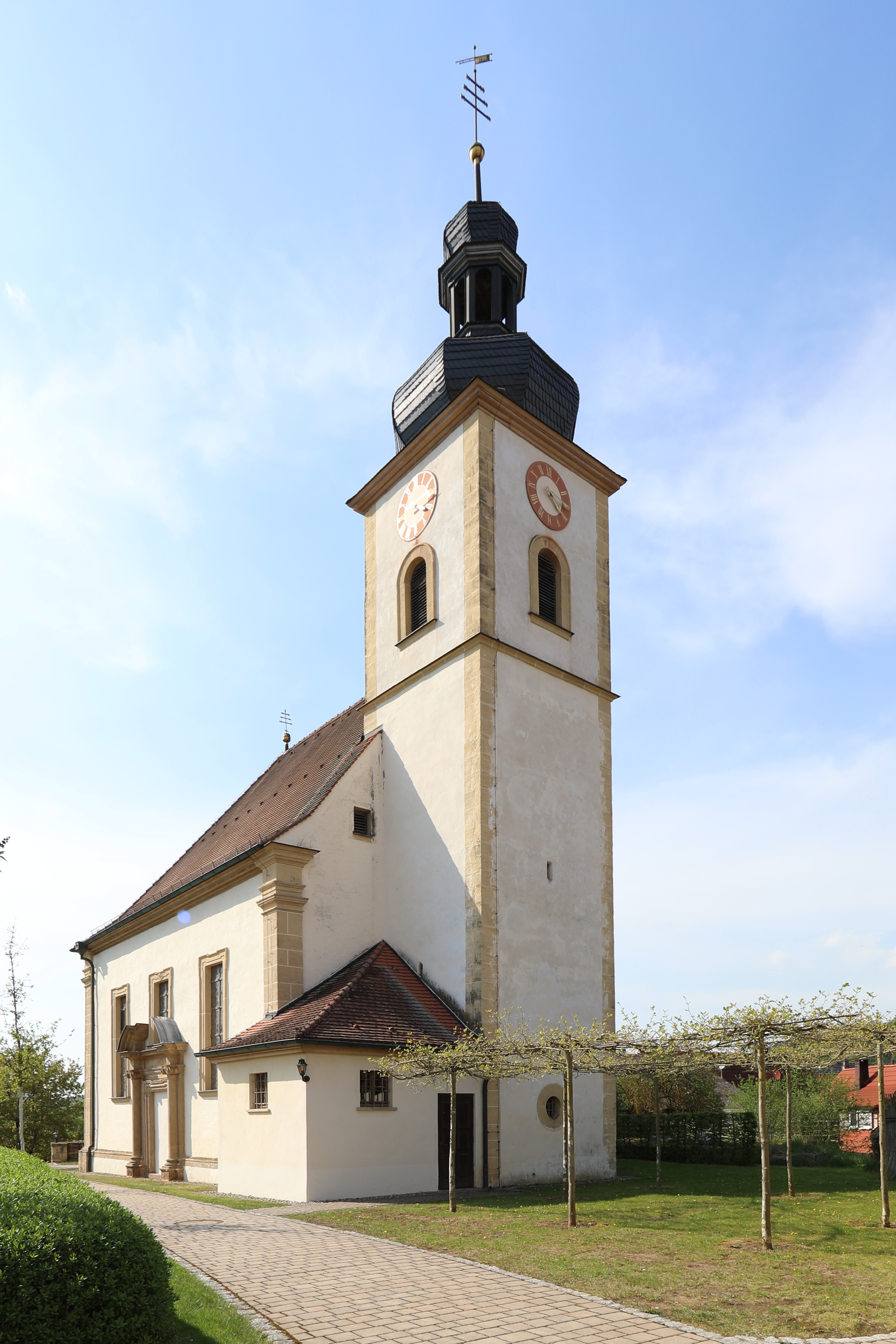
Katholische Kuratiekirche Mariä Geburt

Die katholische Kuratiekirche Mariä Geburt hat einen Chorturm mit einer Zwiebelhaube. Das Sockelgeschoss des Turmes wird auf das 16. Jahrhundert datiert. Das Langhaus, ein Saalbau mit einem Satteldach, wurde von 1714 bis 1729 errichtet. Die verputzte Fassade hat Werksteingliederungen und ein Nordportal mit einem gesprengten Giebel.
In der Bayerischen Denkmalliste sind acht Baudenkmäler aufgeführt.
Siehe auch: Kommunbrauhaus (Lohr)